# Prêmios Globo de Ouro de 1951

Prêmios Globo de Ouro de 1951

 28 de fevereiro de 1951
Filme - Drama:
Sunset Boulevard
Prêmios Globo de Ouro 

← 1950  ·  1952 →
Os Prêmios Globo de Ouro de 1951 (no original, em inglês, 8th Golden Globe Awards) honraram os melhores profissionais de cinema e televisão, filmes e programas televisivos de 1950. Os candidatos nas diversas categorias foram escolhidos pela Associação de Imprensa Estrangeira de Hollywood (AIEH).

## Vencedores e nomeados
| Melhor filme | Melhor filme |
| Drama | Drama |
| --- | --- |
| - Sunset Boulevard - All About Eve - Born Yesterday - Cyrano de Bergerac - Harvey                                                           | |
| Melhor atuação em filme de drama | |
| Ator | Atriz |
| - José Ferrer – Cyrano de Bergerac - Louis Calhern – The Magnificent Yankee - James Stewart – Harvey                                        | - Gloria Swanson – Sunset Boulevard - Bette Davis – All About Eve - Judy Holliday – Born Yesterday              |
| Melhor atuação em filme de comédia ou musical                                                                                               | |
| Ator | Atriz |
| - Fred Astaire – Three Little Words - Dan Dailey – When Willie Comes Marching Home - Harold Lloyd – Mad Wednesday                           | - Judy Holliday – Born Yesterday - Spring Byington – Louisa - Betty Hutton – Annie Get Your Gun                 |
| Melhor atuação coadjuvante em filme – drama, comédia ou musical                                                                             | |
| Ator coadjuvante | Atriz coadjuvante                                                                                               |
| - Edmund Gwenn – Mister 880 - George Sanders – All About Eve - Erich von Stroheim – Sunset Boulevard                                        | - Josephine Hull – Harvey - Judy Holliday – Adam's Rib - Thelma Ritter – All About Eve                          |
| Melhor direção | Melhor roteiro                                                                                                  |
| - Billy Wilder – Sunset Boulevard - George Cukor – Born Yesterday - John Huston – The Asphalt Jungle - Joseph L. Mankiewicz – All About Eve | - Joseph L. Mankiewicz – All About Eve - Josh Huston – The Asphalt Jungle - Charles Brackett – Sunset Boulevard |
| Melhor trilha sonora original | |
| - Franz Waxman – Sunset Boulevard - Bronislau Kaper – A Life of Her Own - Leith Stevens – Destination Moon                                  | |
| Melhor cinematografia | |
| Preto e branco | Colorida |
| - Franz F. Planer – Cyrano de Bergerac - The Asphalt Jungle - Sunset Boulevard                                                              | - Robert Surtees – King Solomon's Mines - Broken Arrow - Samson and Delilah                                     |
| Revelação do ano | |
| - Gene Nelson - Mala Powers - Debbie Reynolds                                                                                               | |